# Oxid rtuťnatý
Oxid rtuťnatý (HgO), archaicky rtutilka je anorganická sloučenina vyskytující se ve dvou formách: červené a žluté. Žlutý oxid rtuťnatý se připravuje smíšením roztoku chloridu rtuťnatého a hydroxidu sodného (vzniká oxid rtuťnatý, chlorid sodný a voda). Červená forma vzniká přípravou na tzv. suché cestě - termickým rozkladem anorganických nebo organických solí. Vyskytuje se v přírodě v podobě minerálu montroyditu, který krystaluje ve stejné mřížce jako červená modifikace.

## Užití
Někdy se využívá pro přípravu rtuti, protože se snadno rozkládá. Slouží jako materiál anod ve rtuťových bateriích. Používá se jako antiseptická přísada do očních přípravků.